# Robert Moncel
Pour les articles homonymes, voir Moncel.
Robert William Moncel, (9 avril 1917 - 10 décembre 2007) était un officier de l'armée canadienne. Moncel était Lieutenant-général de Armée canadienne et ancien Vice-chef d'état-major de la Défense. Il était le plus jeune officier général de l'armée canadienne lorsqu'il a été promu Brigadier le 17 août 1944, à l'âge de 27 ans.

## Petite enfance
Né à Montréal, Québec, Robert William Moncel a fait ses études à Selwyn House School, Bishop's College School et Université McGill. Il a servi comme officier avec les Victoria Rifles of Canada.

## Seconde guerre mondiale
Lorsque Seconde Guerre mondiale a éclaté, Moncel est allé en Europe avec le The Royal Canadian Regiment (RCR). En mai 1940, il reçut l'ordre, avec le RCR, de France renforcer les Corps expéditionnaire britannique face aux Allemands blitzkrieg. Peu de temps après, Lieutenant Moncel, qui commandait un Bren gun transporteur peloton, reçut l'ordre de se retirer sur la côte française. Lors de son évacuation, il a reçu l'ordre de détruire son équipement pour le sauver des mains allemandes, mais Moncel, avec son jugement cool, a réussi à évacuer les porte-fusils Bren. Cet acte a attiré l'attention de ses supérieurs et il a été promu capitaine.
En 1941, il a terminé premier sur un cours d'état-major sous le commandement de Guy Simonds, et a été promu major en 1942, et lieutenant-colonel en janvier 1943. Moncel est devenu le commandant du 18e Armored Car Regiment (12e Manitoba Dragoons). Plus tard, Moncel a été affecté comme officier d'état-major général 1 du Modèle:Iie canadien, où il a réorganisé son état-major. Ici, il a été fait officier de l'Ordre de l'Empire britannique (OBE) et chevalier de la Ordre national de la Légion d'honneur (recevant la Croix de guerre (1939-1945) avec Palme dans le processus). En août 1944, il est promu Général de brigade, le plus jeune Canadien à avoir atteint ce grade.
Pendant la Bataille de Normandie, il était commandant de la 4e Brigade blindée canadienne jusqu'à la fin de la guerre en 1945. Au cours de cette opération, Moncel remporta le Ordre du Service distingué (DSO) pour sa direction du Tiger Group pendant la bataille de la forêt de Hochwald, lorsque le IIe Corps canadien a lancé Opération Blockbuster.

## Après-guerre
Après la guerre, en 1946, il est nommé directeur du Corps blindé royal canadien. De 1947 à 1949, il a été directeur de l'instruction militaire au quartier général de l'Armée à Ottawa. De 1949 à 1950, il a fréquenté le National War College à Washington (district de Columbia). De 1951 à 1953, il a été officier supérieur de liaison de l'Armée canadienne auprès du Royaume-Uni. De 1954 à 1956, il a été le chef d'état-major adjoint. De 1957 à 1958, il a été officier supérieur militaire canadien, Commission de contrôle international en Indochine. De 1957 à 1960, il a été nommé commandant de la 3e Brigade d'infanterie canadienne à Camp Gagetown. De 1960 à 1963, il a été quartier-maître général de l'armée canadienne. De 1963 à 1964, il a été commandant en chef du Commandement de l'Est. Il a finalement été Vice-chef d'état-major de la Défense 1965 à 1966. Il a pris sa retraite en 1966 avant l'unification des forces armées, ce qui a entraîné la formation des Forces armées canadiennes. En 1967, il a été nommé coordonnateur civil des visites des chefs d'État au Canada au cours de l'année du centenaire du Canada.
En 1967, le lieutenant-général Moncel a été investi à titre d'officier de l'Ordre du Canada. Il est décédé au Camp Hill Veterans 'Memorial Building à Halifax (Nouvelle-Écosse), le 10 décembre 2007, dans sa 91e année.